# حالت امن در فضاپیما
حالت امن در فضاپیما (انگلیسی: Safe mode in spacecraft) اجرای خاموشی تمام سیستم‌های غیر ضروری در یک فضاپیما (معمولاً بدون‌سرنشین) است که متعاقب آن، تنها عملکردهای ضروری همچون کنترل حرارتی فضاپیما، دریافت رادیویی و کنترل وضعیت، فعال و عملیاتی می‌مانند.
حالت امن در فضاپیما به صورت خودکار و با تشخیص یک شرایط عملیاتی خاص و از پیش تعریف‌شده اجرا می‌گردد. همچنین، اجرای آن ممکن است به واسطهٔ تشخیص از دست‌رفتن کنترل یا آسیب به فضاپیما باشد. پرتوهای کیهانی که به سیستم‌های الکتریکی فضاپیما نفوذ می‌کنند، می‌توانند سیگنال‌ها یا دستورهای نادرستی ایجاد کنند که رویدادی محرکی قلمداد می‌شوند. بخش الکترونیک پردازنده مرکزی به ویژه مستعد چنین رویدادی است. یکی دیگر از محرک‌ها عدم دریافت فرمان در یک بازهٔ معین است. عدم و یا فقدان دستورهای دریافتی می‌تواند ناشی از نقص قسمت سخت‌افزاری یا برنامه‌ریزی اشتباه فضاپیما باشد، همانند موردی که دربارهٔ وایکینگ ۱ رخ داد.
فرایند ورود به حالت امن گاهی تحت عنوان ایمن‌سازی هم نامیده می‌شود. این حالت شامل اجرای تعدادی اقدام‌های فیزیکی فوری است که برای جلوگیری از آسیب جزئی و یا تخریب کامل انجام می‌گیرد. در این مواقع، فرمان قطع برق‌رسانی به سیستم‌های فرعی و غیر ضرور به اجرا در می‌آید. حفظ تعادل حرارتی و روشنایی مناسب صفحات خورشیدی ضروری و بالاترین الویت است. فضاپیمایی که در حال چرخیدن یا غلتیدن است، به سرعت می‌تواند باتری‌های خود را برشته، منجمد یا فرسوده کرده و برای همیشه از دست برود.